# Gojmir Anton Kos
Gojmir Anton Kos, slovenski slikar, profesor na Akademiji za likovno umetnost v Ljubljani in akademik, * 24. januar 1896, Gorica, † 22. maj 1970, Ljubljana.

## Življenjepis
Gojmir Anton Kos, sin zgodovinarja Franca Kosa in brat zgodovinarja Milka Kosa, je ljudsko šolo in gimnazijo obiskoval v Gorici, kjer je leta 1915 tudi maturiral. Od leta 1915 do 1918 je študiral slikarstvo na dunajski umetnostni akademiji pri prof. Bacherju in Schmidtu, zadnji semester in profesorski izpit pa je končal 1919 na umetnostni šoli v Zagrebu in postal profesor risanja na realni gimnaziji v Ljubljani. Po enoletnem službovanju je bil premeščen na realko, kjer je poučeval do 1923, ko je odšel v Berlin študirat arhitekturo notranjščine k arhitektu J. Krämerju. Obiskal je Severno Nemčijo ter se nato stalno naselil v Ljubljani. Večkrat je obiskal Benetke, 1926 je postal  profesor na ljubljanski srednji tehniški šoli. Slikal je tudi na dopustih v Dalmaciji. Do 1945 je poučeval risanje na srednjih šolah v Ljubljani. Od leta 1945 in 1962 je bil profesor na Akademiji za likovno umetnost v Ljubljani, kjer je bil mdr. rektor; 1948 do 1949 je bil tudi prvi ravnatelj Mestne galerije v Ljubljani. Leta 1949 je postal redni član SAZU. Dvakrat (1947: za olje Dekle s harmoniko in 1950: za olje Avtoportret) je prejel Prešernovo nagrado.

## Delo
Kos je slikal kompozicije, portrete, krajine in tihožitja v olju, risal s tušem in ogljem, poznal tehniko freske, oblikoval je plakate, risal ilustracije (Janko Kersnik, mladinska izdaja; Mladost; Dom in svet;  Vida Jeraj, Iz Ljubljane čez poljane, dela načrte za vezenine in interiêre. Razstavljal je v Jakopičevem paviljonu 1918, 1920, 1921, 1923, 1924, 1925 (kolektivno); udeležil se je portretne razstave 1925, Ljubljana v jesen 1926, ter razstavljal: v Beogradu 1924;  v Klubu mladih v Sarajevu in Pragi 1926, v Berlinu in na Dunaju 1927, Novem Sadu, ter na razstavi Slovenskega modernega slikarstva v Pragi 1927, v Proljetnem salonu v Zagrebu 1922, v Ljubljani 1929, v Londonu 1930, v Beogradu 1931. Bil je član Save, Kluba mladih ter odbornik Narodne galerije v Ljubljani. Ukvarjal se je tudi s fotografijo. Dobil je naročilo za likovni okras banovinske palače s slikami iz slovenske zgodovine. Dinamične in barvite slike, vključno s podobami kmečkih uporov in knežjim kamnom, je dokončal leta 1940. 
Kos je ustvaril veliko portretov in se ukvarjal s kompozicijo, ki je bila težišče njegovega dela. Izhajal je iz dekorativnih principov in si je priboril osebno tehniko, ki kaže dozorelost njegovega slikarskega razvoja.

## Glavna dela
- Lastni portret 1919, ter portreti Vide Novakove 1920, slikarjeve matere, prof. Ozvalda 1921, gospe Šubičeve, M. Dolinarjeve, Petra Grassellija, advokata Maranija (Gorica)
- kompozicije: Flora, Po kopeli, Piknik, Ob morju; krajine iz Slovenije.
- Tihožitje s kozolcem (1954)
- Bil je najpomembnejši slikar monumentalnih kompozicij iz slovenske zgodovine: Boj pri Krškem, Umestitev na Gosposvetskem polju, Prihod Slovencev (1939-1940)